# Jan van Eyck

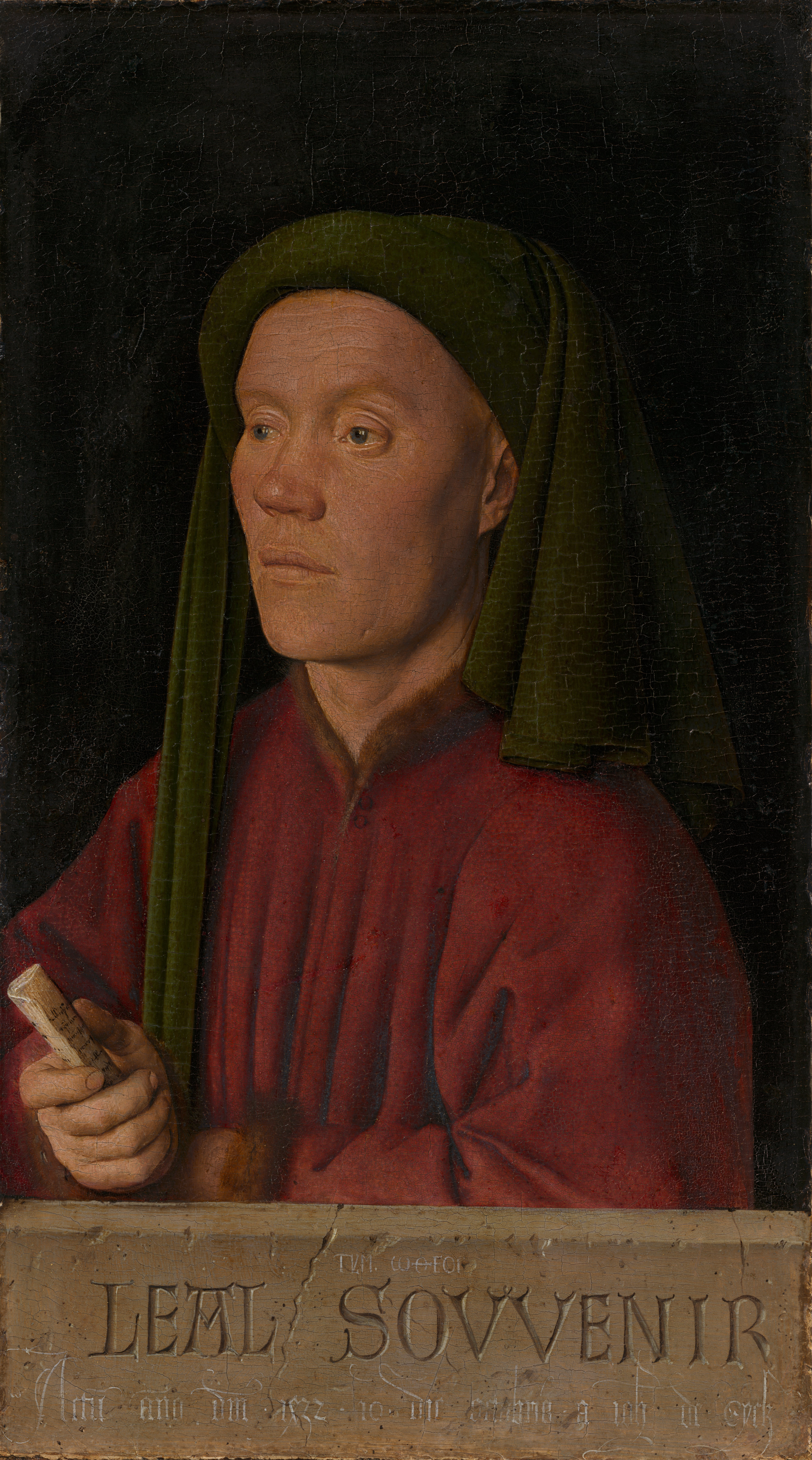
Tymoteusz (1432)

Zwiastowanie (1433–1435)

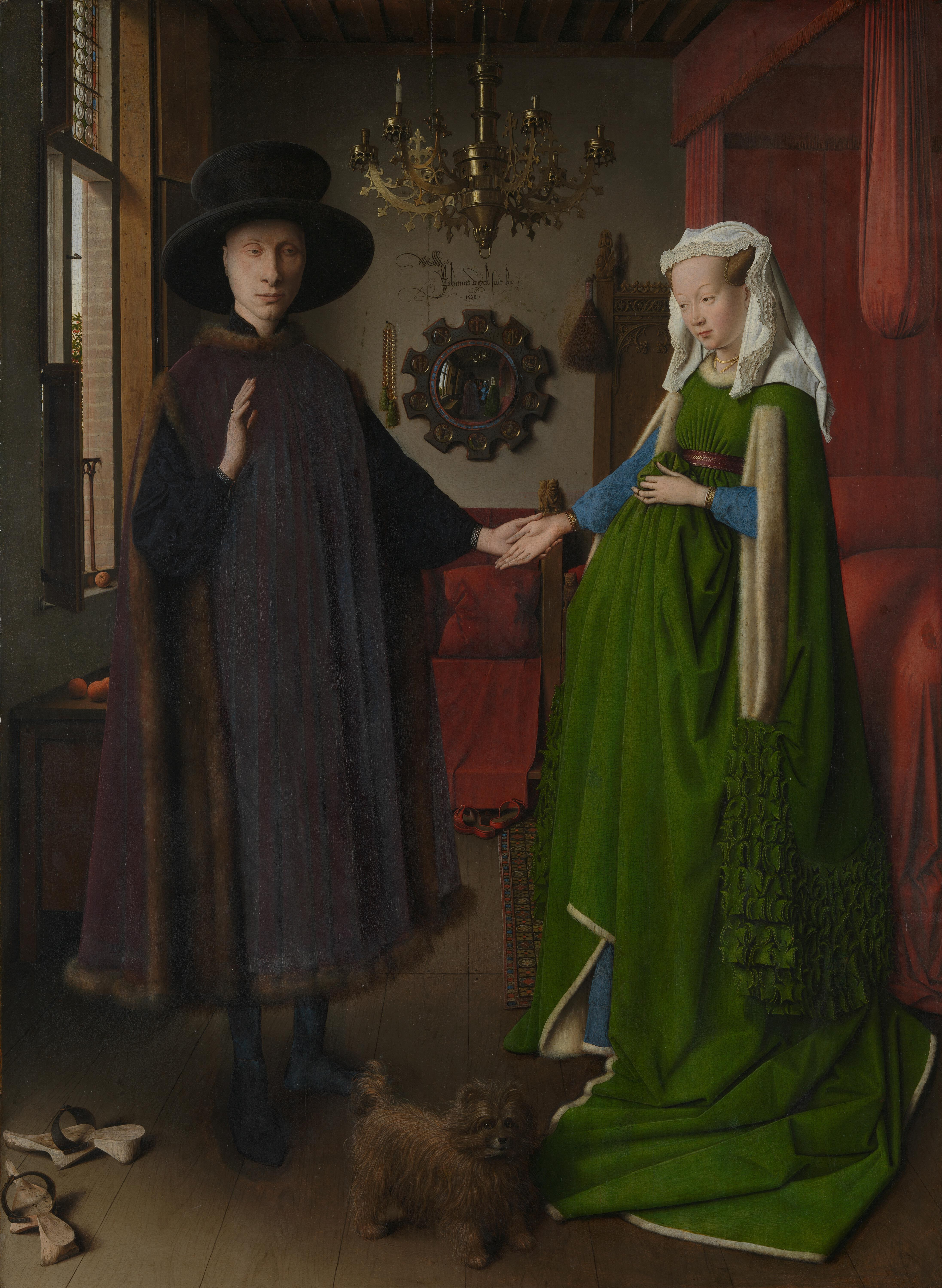
Portret małżonków Arnolfinich (1434)

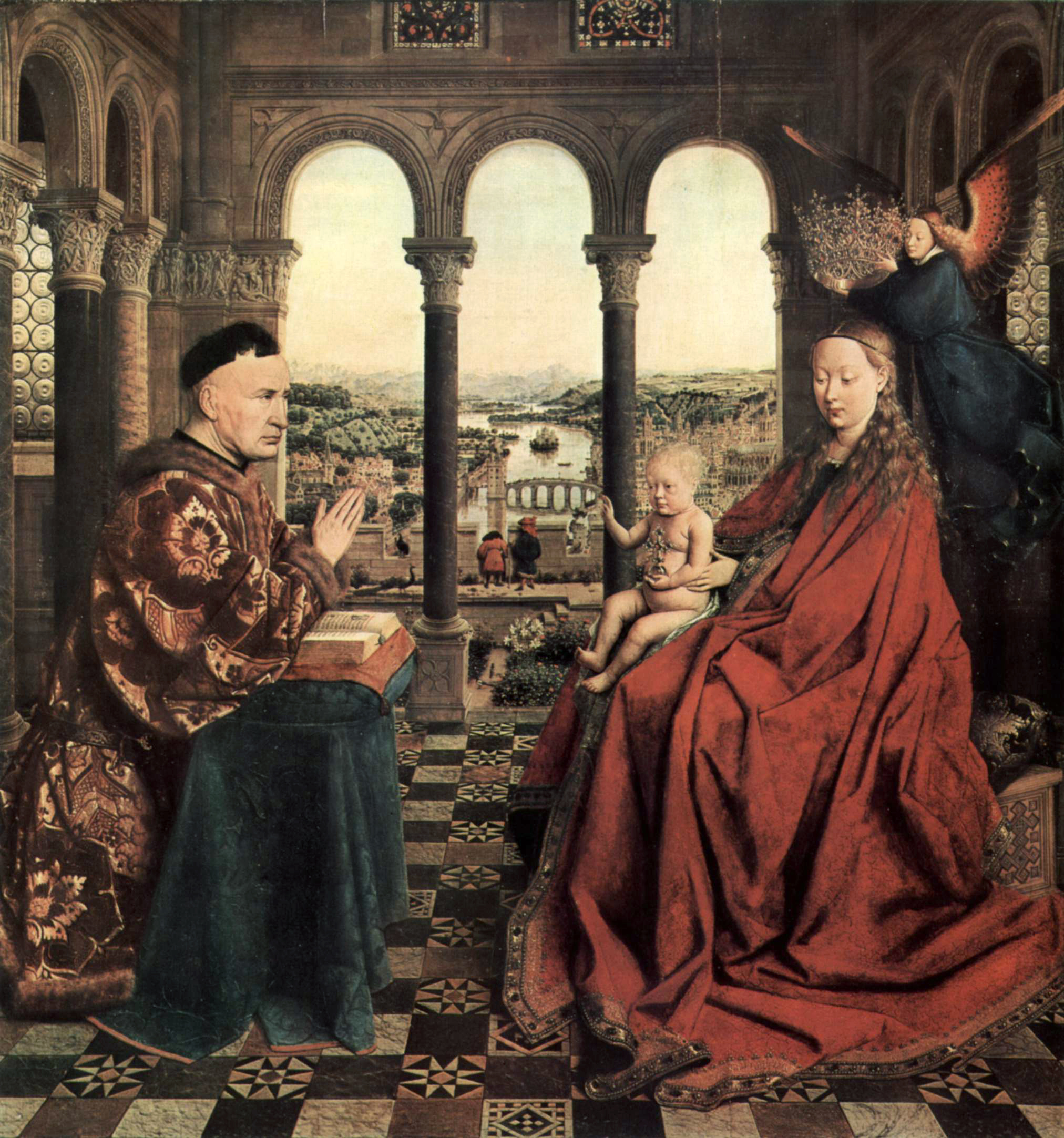
Madonna kanclerza Rolina (ok. 1435)

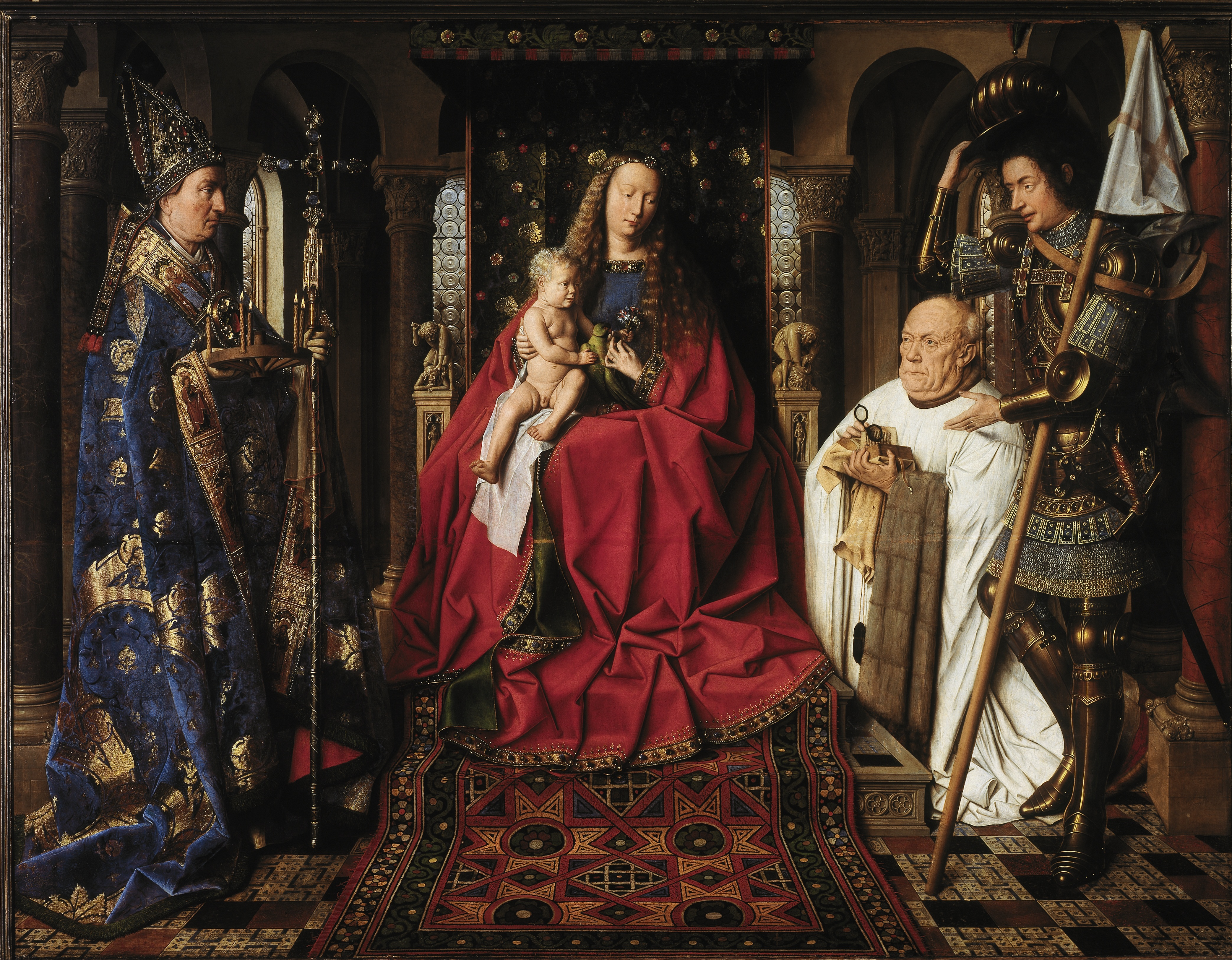
Madonna kanonika van der Paele (1436)

Jan van Eyck (ur. pomiędzy 1390 a 1399 w Maaseik, zm. 9 lipca 1441 w Brugii) – niderlandzki malarz, przedstawiciel piętnastowiecznego realizmu niderlandzkiego, uważany jest za jednego z twórców nowożytnego malarstwa, zwłaszcza portretowego; brat malarza Huberta van Eycka.

## Życiorys
Urodził się w mieście Maaseik (w średniowieczu znane jako Nieuw-Eyck). Nie jest znana dokładna data jego narodzin, uznaje się, że przyszedł na świat pomiędzy 1390 a 1399. Malarstwa uczył go prawdopodobnie jego starszy brat, Hubert, z którym później współpracował.
W latach 1422–1424 był na służbie księcia Holandii, Jana. W roku 1425 został nadwornym malarzem Filipa Dobrego, księcia Burgundii. Odbywał podróże w misjach dyplomatycznych do Hiszpanii (w roku 1426) i do Portugalii (w roku 1428), gdzie sportretował infantkę Izabelę. Zyskał wielką sławę za życia, a dzieła sygnował swoim nazwiskiem i dewizą: Als ick kann (Tak, jak potrafię). W roku 1432 zamieszkał w Brugii, gdzie kupił dom i ożenił się w roku 1434.
Wiódł życie bogatego mieszczanina i humanisty o rozległym wykształceniu. Nieznana jest dokładna data śmierci artysty, pochowany został 9 lipca 1441 w Brugii. W 1444 jego szczątki zostały przeniesione do St. Donacjana w Brugii (świątynię tę zburzono w roku 1800). W trzeciej dekadzie XV wieku musiał już być cenionym artystą. Jednak nie wiadomo, do jakiego należał cechu i gdzie spędził lata czeladnictwa – we Flandrii czy we Francji.
Tworzył liczne obrazy religijne, portrety, miniatury.

## Technika malarska
Jako jeden z pierwszych malarzy europejskich XV wieku zaczął stosować w swoich obrazach technikę olejną i laserunek. Biograf malarzy włoskich Giorgio Vasari przypisywał w połowie XVI stulecia wynalazek malarstwa olejnego braciom van Eyck. W istocie już w XII wieku mnich Teofil zalecał rozcieranie barwników w oleju orzechowym. Do oleju lnianego bracia van Eyck dodawali żywic, dzięki czemu farba wolniej schła. Ta technika malarska gwarantuje efekt świetlistości, ponieważ spoiwa olejne same przez się błyszczą intensywniej od używanej wcześniej matowej tempery. Do uzyskania takiego efektu przyczynia się także laserunek, który wzmagając soczystość barwy wywołuje też wrażenia czysto optyczne: padające na obraz światło przenika przez kolejne warstwy i odbija się od polerowanego, kredowego podłoża, rozświetlając barwniki od spodu. Dlatego van Eyck nie używał farb kryjących, a jego kolorystyka miała charakter barwnych filtrów.
Dążył do wiernego przedstawienia rzeczywistości np. przez zastosowanie perspektywy powietrznej.
Jego sztuka była niezwykle ceniona w Italii. Włoski humanista, Bartolommeo Fazio, tak w połowie XV wieku pisał o niderlandzkim malarzu:
Jan z Galii uważany jest za pierwszego malarza naszych czasów, wielce biegłego w naukach, a szczególnie w geometrii, i w tych rzemiosłach, które przydają ozdoby malarstwu. (...) Jego też dziełem jest wyobrażenie świata w okrągłym kształcie, które namalował dla księcia Belgów, Filipa; sądzi się, że w naszych czasach nie powstało dzieło od tego obrazu doskonalsze. Możesz tam nie tylko rozpoznać poszczególne miejscowości i położenie krain, ale nawet zmierzyć odległość pomiędzy miastami...

## Charakterystyka obrazów

### UkrzyżowanieiSąd Ostateczny1426 r.
Obraz uznaje się za namalowany przez van Eycka w 1426 roku, podczas pobytu w Portugalii. Dzieło mogło być fragmentem tryptyku, okalającym niezachowany pierwszy epizod dziejów Zbawienia. Gwałtowność ukazanej sceny zbiorowej jest typowa dla wczesnego okresu twórczości malarza.
Oba przedstawienia zawierają inskrypcje, na krzyżu nawet grecko-łacińsko-hebrajską.

### Portret złotnika1429 r.
Ten pierwszy z wykonanych przez artystę portretów pochodzi z 1429 roku i wyznacza określony schemat: ujęcie w trzech czwartych z obrotem w lewo, ciemne tło, ascetyczna prostota formy.
Gest i rekwizyt łączą ten obraz z późniejszym o siedem lat wiedeńskim Portretem Jana de Leew, o którym wiadomo, że był złotnikiem. Jednak w przypadku „Nieznanego mężczyzny z Bukaresztu”, jak określa się niekiedy Portret złotnika od miejsca przechowywania obrazu, pierścień jest oznaką zaręczyn.
Ten wizerunek może być również ucieleśnieniem jednego z typów temperamentu – melancholika.

### Tymoteusz1432 r.
Tak jak Ołtarz Gandawski, to pierwsze podpisane dzieło van Eycka pochodzi z 1432 roku. Przyciąga uwagę naśladownictwo antycznego kamiennego parapetu z inskrypcją: Wierne wspomnienie. Widocznie portret miał być komuś ofiarowany. Zatarte greckie słowo Thimotheos, przez aluzję do antycznego muzyka, może wskazywać na kompozytora Guillaume’a Dufay, którego twarz namalowana jest z niepokojącym wręcz naturalizmem i wyrzeźbiona przez światło. Efekt ten dodatkowo został wzmocniony ciemnym tłem.

### Portret Baudouina de Lannoy1432 r.
Portretowany znany był jako „Jąkała”, potomek wielkiego rodu, gubernator Lille i szambelan Filipa Dobrego. Van Eyck należał do jego świty podczas misji dyplomatycznej do Portugalii w 1428 roku.
Kij pątniczy i kapelusz z sierści bobra należał do insygniów orderu Złotego Runa. Przypomina o tym odznaczeniu także wisior z barankiem.

### Mężczyzna w turbanie1433 r.
Zdaniem niektórych badaczy obraz ten to autoportret. Według alternatywnej teorii wizerunek przedstawia hrabiego de Berlaimont. Za koncepcją autoportretu przemawia wbity w nas wzrok, co jest nieuniknione podczas pracy z lustrem i co stanowiło w owej epoce absolutne novum.
Bez wątpienia van Eyck był odkrywcą efektu „patrzącego” portretu, który nawiązuje kontakt z widzem. Sugestywność obrazu wzmacnia fakt, że nie widzimy rąk twórcy zajętych pracą. Na dole, obok podpisu widnieje data, na górze zaś legendarne motto van Eycka – „Tak, jak potrafię”.

### Madonna z Ince Hall1435 r.
Miniaturowy obrazek przeznaczony był do prywatnego użytku dewocyjnego. To pobożne malowidło nie ma już nic wspólnego z architekturą sakralną i stało się elementem wystroju świeckiego mieszkania. Scena akcentuje intymny klimat choćby zmianą koloru płaszcza z niebieskiego na szkarłatny. Znane z ikonografii maryjnej przedmioty symboliczne jak karafka źródlanej wody i misa (czystość), zgaszona świeca (kres czasów), owoce granatu (przyszła Męka) wyglądają całkiem zwyczajnie. Ta symboliczna martwa natura z owocami granatu powróci w „Madonnie z Lucca”. Owoce mają przywodzić na myśl utracone piękno raju.
Uroczysty jest tylko wspaniały baldachim, którego kwietne ornamenty oznaczają zamknięty ogród Dziewictwa Najświętszej Marii Panny.
To najskromniejsza z Madonn artysty. Z tego względu dzieło, sygnowane i datowane na górnej ramie po lewej, niekiedy uważane bywa jedynie za pracę pochodzącą z jego warsztatu.

## Pozostałe dzieła
- Miniaturki z Godzinek turyńsko-mediolańskich[b] – lata 20 XV w., 28 × 20 cm, Museo Civico d’Arte Antica, Turyn
  - Narodziny Jana Chrzciciela fol.93v
  - Odnalezienie świętych krzyży
  - Ukrzyżowanie
- Dyptyk:Ukrzyżowanie i Sąd Ostateczny – 1420–1425, olej na płótnie przeniesiony z deski, 56,5 × 19,7 cm (dwa razy), Metropolitan Museum of Art, Nowy Jork
- Madonna w kościele – ok. 1426, olej na desce, 32 × 14 cm, Gemäldegalerie, Berlin
- Trzy Marie u grobu – ok. 1426, olej na desce, 72 × 89 cm, Museum Boijmans Van Beuningen, Rotterdam
- Stygmatyzacja św. Franciszka – 1428–1429, olej na desce, 12,7 × 14,6 cm, Museum of Art, Filadelfia
- Zwiastowanie – ok. 1425–1430, olej na płótnie przeniesiony z deski, 93 × 37 cm, Metropolitan Museum of Art, Nowy Jork
- Portret złotnika – ok. 1430, olej na desce, 16,6 × 13,2 cm, Museul National de Arta, Bukareszt
- Portret kardynała Albergatiego – pomiędzy 1431 a 1438, olej na desce, 34,1 × 27,3 cm, Muzeum Historii Sztuki w Wiedniu[3][4][5]
- Tymoteusz lub Portret nieznanego mężczyzny – 1432, olej na desce, 33,2 × 19 cm, National Gallery w Londynie
- Portret Baudouina de Lannoy – ok. 1432, 26 × 19,5 cm, Gemäldegalerie, Berlin
- Madonna z Ince Hall – 1433, olej na desce, 26,5 × 19,5 cm, National Gallery of Victoria, Melbourne
- Mężczyzna w czerwonym turbanie – 1433, olej na desce, 33 × 26 cm, National Gallery w Londynie
- Ołtarz Gandawski lub Ołtarz Baranka Mistycznego – ok. 1425–1433, olej na desce, 350 × 461 cm (otwarty), 184 × 213 cm (zamknięty), Katedra św. Bawona, Gandawa (wykonany prawdopodobnie z bratem Hubertem)
- Portret małżonków Arnolfinich – 1434, olej na desce, 81,8 × 59,7 cm, National Gallery w Londynie
- Portret Giovanniego Arnolfini – 1434, olej na desce, 29 × 20 cm, Gemäldegalerie, Berlin
- Święty Hieronim w pracowni – 1435, olej na desce, 19,9 × 12,5 cm Instytut Sztuki w Detroit
- Mężczyzna z goździkiem – ok. 1435, olej na desce, 40 × 31 cm, Gemäldegalerie, Berlin
- Madonna kanclerza Rolina lub Madonna z Autun – ok. 1435, olej na desce, 66 × 62 cm, Luwr, Paryż
- Madonna kanonika van der Paele – 1436, olej na desce, 140,8 × 176,5 cm, Groeningemuseum, Brugia
- Portret Jana de Leeuw – 1436, olej na desce, 24,5 × 19 cm, Kunsthistorisches Museum, Wiedeń
- Zwiastowanie – ok. 1436, en grisaille na desce, 39 × 24 cm (dwa razy), Muzeum Thyssen-Bornemisza, Madryt
- Madonna z Lukki lub Madonna Lukka – ok. 1435–1437, olej na desce, 65,5 × 49,5 cm, Städelsches Kunstinstitut, Frankfurt nad Menem
- Święta Barbara – 1437, en grisaille na desce, 31 × 18 cm, Królewskie Muzea Sztuk Pięknych, Antwerpia
- Tryptyk drezdeński – 1437, olej na desce, 33,1 × 27,5 cm, Galeria Obrazów Starych Mistrzów w Dreźnie
- Madonna przy fontannie – 1439, olej na płótnie, 24,8 × 18,1 cm, Królewskie Muzeum Sztuk Pięknych, Antwerpia
- Portret Małgorzaty van Eyck (żony artysty) – 1439, olej na desce, 32,6 × 25,8 cm, Groeningemuseum, Brugia